# Лоуэр-Су
Лоуэр-Су (англ. Lower Sioux Indian Reservation) — индейская резервация сиуязычного народа санти, расположенная в южно-центральной части штата Миннесота, США.

## История
В 1851 году правительство США подписало договор Траверс-де-Су с племенами санти, согласно которому, вдоль реки 
Миннесота была создана индейская резервация. Она занимала территорию шириной около 30 км и длиной 110 км. Резервация была разделена на два агентства — Аппер-Су, где разместились сиссетоны и вахпетоны, и Лоуэр-Су, в котором были поселены мдевакантоны и вахпекуте. Агентства функционировали в основном для обеспечения государственного надзора за племенами санти и реализации федеральной индейской политики того периода. В них размещались школа, кузница, конюшни, столярная мастерская, церковь, пансион и дома для служащих агентства. В том же году правительство основало форт Риджли на юго-восточной окраине резервации.
В 1862 в агентстве Лоуэр-Су индейцы подняли восстание из-за отсутствия продовольствия — американские власти перестали выплачивать им денежную компенсацию за их земли и они не могли приобрести необходимые продукты питания у белых торговцев. После подавления восстания Соединённые Штаты аннулировали свои договоры с санти, прекратив полностью выплаты, которые были предоставлены в рамках условий договоров, и депортировали всех сиу, за исключением 25 человек.
В 1880-х годах мдевакантоны и вахпекуте начали возвращаться в свои дома на реке Миннесота. В переписи 1883 года в Редвуде было зарегистрировано шесть семей санти. В течение нескольких лет к ним присоединились другие изгнанники. В 1936 году в Лоуэр-Су уже проживало 39 семей индейцев.

## География
Резервация расположена вдоль южного берега реки Миннесота в северо-восточной части округа Редвуд, к юго-востоку от окружной столицы города Редвуд-Фолс и примерно в 137 км к юго-западу от города Миннеаполис.
Общая площадь резервации составляет 7,08 км², из них 6,96 км² приходится на сушу и 0,12 км² — на воду. Административным центром резервации является город Мортон.

## Демография
По данным федеральной переписи населения 2000 года, в резервации проживало 335 человек.
Согласно федеральной переписи населения 2020 года в резервации проживало 534 человека, насчитывалось 190 домашних хозяйств и 154 жилых домов. Средний доход на одно домашнее хозяйство в индейской резервации составлял 45 625 долларов США. Около 14 % всего населения находились за чертой бедности, в том числе 15,6 % тех, кому ещё не исполнилось 18 лет, и 5,7 % старше 65 лет.
Расовый состав распределился следующим образом: белые — 51 чел., афроамериканцы — 1 чел., коренные американцы (индейцы США) — 425 чел., азиаты — 0 чел., океанийцы — 0 чел., представители других рас — 3 чел., представители двух или более рас — 54 человека; испаноязычные или латиноамериканцы любой расы составили 54 человека. Плотность населения составляла 75,42 чел./км².

## Комментарии
1. ↑  В состав резервации входит часть населённого пункта.